# Орден «Звезда Республики Индонезии»
Орден «Звезда Республики Индонезии» (индон. Bintang Republik Indonesia) — высшая государственная награда Индонезии.

## История
Награды была учреждена в 1959 году в соответствии со статьёй 15 Конституции Индонезии и Законом № 5, с целью поощрения граждан, внесших особый и значительный вклад в процветание страны. В 1972 году Законом № 4 в статут награды были внесены изменения.
Президент Индонезии при вступлении в должность становится кавалером Звезды Индонезии первого класса.
Орден может быть присуждён гражданам, частным или государственным организациям, а также иностранным гражданам.
Гражданин, награждённый Звездой Индонезии, за совершённое преступление не может быть приговорён судом к сроку содержания в тюрьме более года.
В случае смерти награждённого его наследники могут хранить награду дома, без права её ношения.

## Степени
Орден имеет пять классов:
- Кавалер Первого класса (индон. Bintang Republik Indonesia Adipurna) – знак ордена на чресплечной ленте и звезда на левой стороне груди.
- Кавалер Второго класса (индон. Bintang Republik Indonesia Adipradana) – знак ордена на шейной ленте и звезда на левой стороне груди.
- Кавалер Третьего класса (индон. Bintang Republik Indonesia Utama) – знак ордена на шейной ленте.
- Кавалер Четвёртого класса (индон. Bintang Republik Indonesia Pratama) – знак ордена на нагрудной ленте.
- Кавалер Пятого класса (индон. Bintang Republik Indonesia Nararya) – знак ордена на нагрудной ленте.

| Орденские планки                  | Орденские планки                    | Орденские планки                | Орденские планки                    | Орденские планки                |
| --------------------------------- | ----------------------------------- | ------------------------------- | ----------------------------------- | ------------------------------- |
| Кавалер Первого класса (Adipurna) | Кавалер Второго класса (Adipradana) | Кавалер Третьего класса (Utama) | Кавалер Четвёртого класса (Pratama) | Кавалер Пятого класса (Nararya) |
|                                   |                                     |                                 |                                     |                                 |
|                                   |                                     |                                 |                                     |                                 |

## Описание
Знак ордена — золотая семилучевая двугранная заострённая звезда с шариками на концах, наложенная на внешнюю серебряную семилучевую звезду, состоящую из множества заострённых двугранных лучиков, между которыми штралы с бриллиантовой огранкой. В центре знака круглый медальон синей эмали с монограммой «RI» рукописным шрифтом. На верхний луч внутренней звезды наложен золотой государственный герб Индонезии.
При помощи кольца знак крепится к орденской ленте.
Звезда ордена аналогична знаку, но большего размера.
Лента ордена жёлтого цвета с красными полосками, количество и толщина которых зависит от класса ордена.

## Награждённые

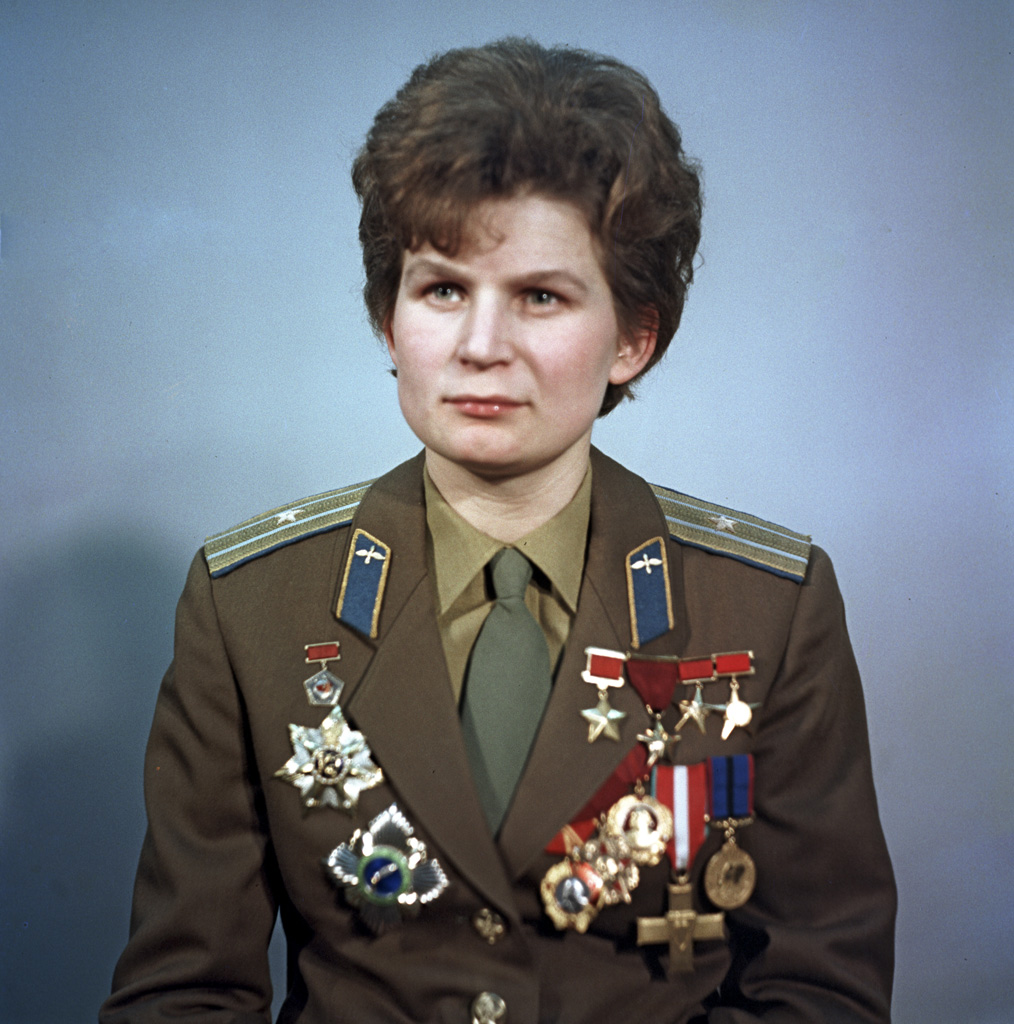
Валентина Терешкова с Звездой ордена 2 класса (слева, верхняя)

Орденом Звезды Республики Индонезия 1 класса награждён Л. И. Брежнев в 1961 году. Орденом Звезды Индонезии 2 класса награждены Р. Я. Малиновский, С. Г. Горшков и ряд советских космонавтов:
- Гагарин, Юрий Алексеевич
- Титов, Герман Степанович
- Николаев, Андриян Григорьевич
- Терешкова, Валентина Владимировна
- Быковский, Валерий Фёдорович[2]